# HIP 100963
HIP 100963 eller HD 195034, är en ensam stjärna belägen i den södra delen av stjärnbilden Räven. Den har en skenbar magnitud av ca 7,09 och en handkikare för att kunna observeras. Baserat på parallax enligt Gaia Data Release 2 på ca 35,51 mas, beräknas den befinna sig på ett avstånd på ca 92 ljusår (28 parsek) från solen. Den rör sig närmare solen med en heliocentrisk radialhastighet på ca –1,6 km/s.

## Egenskaper
HIP100963 är en gul till vit stjärna i huvudserien av spektralklass G5, med obestämd luminositetsklass. Den har liknande massa, temperatur och kemiskt överskott som solen och kallades soltvilling i en studie från 2009, även om dess litiummängd är tre till fyra gånger solens och den är mycket yngre. Detta litiumöverskott tyder på att stjärnan har en yngre ålder på mellan 2,01 och 3,80 miljarder år, jämfört med den tidigare uppskattningen på 5,13 +0,00−2,99 miljarder år i en studie från 2007.
Jämföelse med solen:
| Identitet | Avstånd (ljusår) | Spektral- klass | Temperatur (K) | Metallicitet (dex) | Ålder (miljarder år) |
| --------- | ---------------- | --------------- | -------------- | ------------------ | -------------------- |
| HD 195034 | 92               | G5              | 5 779          | −0,002             | 2,9                  |
| Solen     | 0.0000158        | G2V             | 5 778          | +0,00              | 4,603                |